# Johann Baptist von Flachslanden

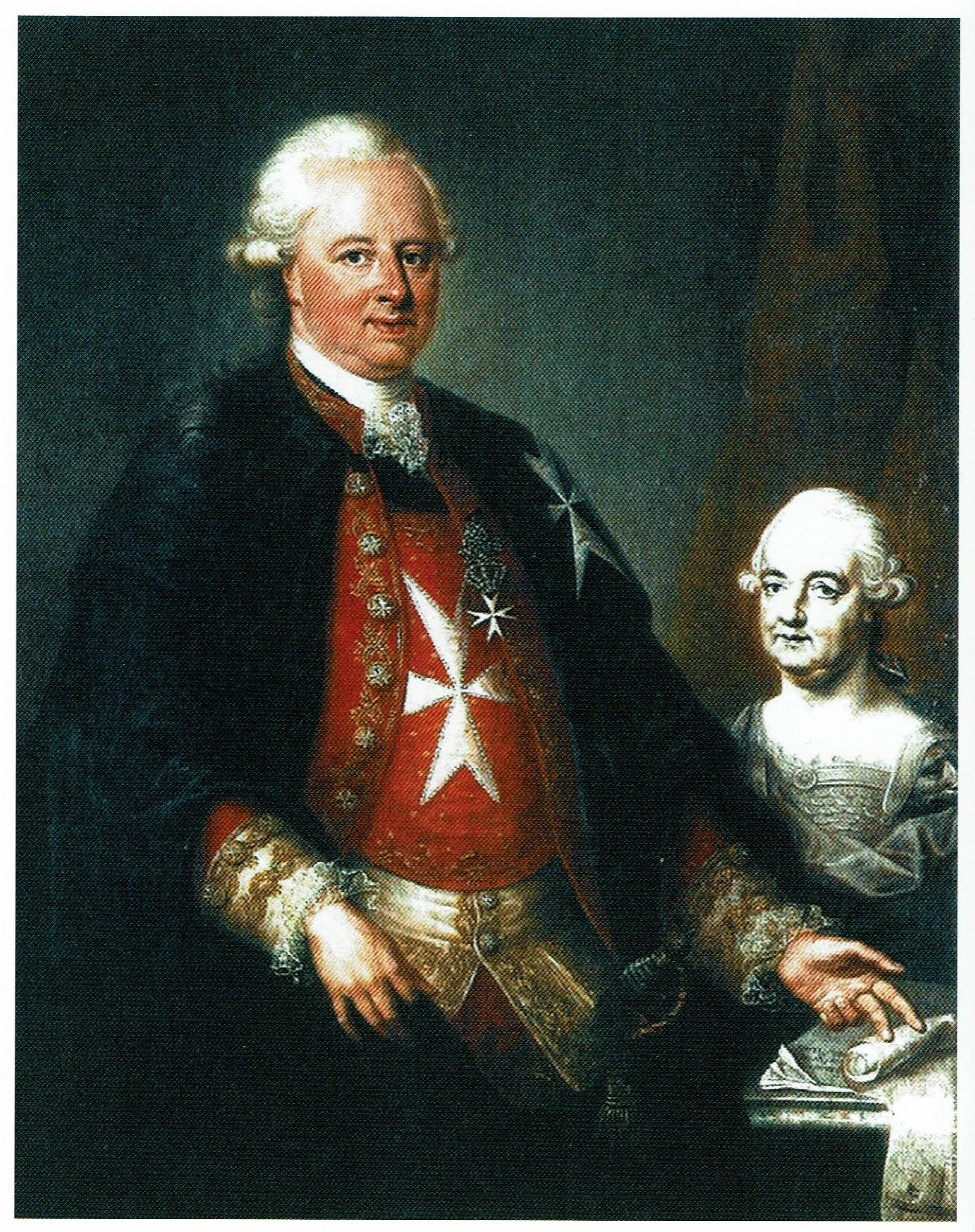
Johann Baptist von Flachslanden als Turkopolier des Malteserordens, Gemälde von Heinrich Carl Brandt um 1783

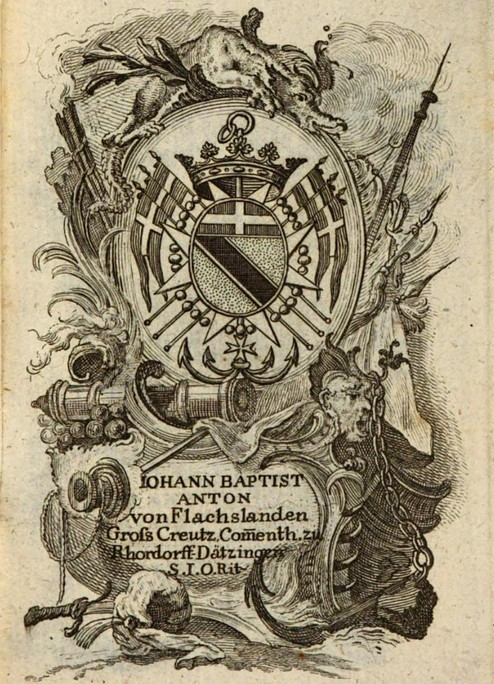
Wappen von Johann Baptist von Flachslanden als Komtur von Dätzingen und Rohrdorf

Johann Baptist Anton Freiherr von Flachslanden (* 21. Mai 1739 in Zabern im Elsass; † 20. März 1822 in Neuburg an der Donau) war Ordensritter der Malteser und kurpfalz-bayerischer Politiker.
Der aus dem elsässischen Geschlecht von Flachslanden stammende Malteserritter war 1773–1805 Komtur von Dätzingen und Rohrdorf, sowie von 1768 bis 1779 Generalkapitän der maltesischen Ordensmarine. 1780 trat er in die Dienste des pfalz-bayerischen Kurfürsten Karl Theodor. Er zählte zu dessen Freunden und übte großen Einfluss auf ihn aus. Er korrespondierte mit dem russischen Kaiser Paul I., von 1799 bis 1801 de facto Großmeister des Malteserordens, und mit Papst Pius VII.
Flachslanden war zusammen mit Johann Casimir Häffelin maßgeblich für die Gründung des bayerischen Großpriorates des Malteserordens 1782 verantwortlich, dessen Kommenden aus den 1773 aufgehobenen Jesuitenkollegien gebildet wurden. Dieses Großpriorat gehörte nicht der Deutschen, sondern der Englischen Zunge an, die daher auch als Englisch-Bayerische Zunge bezeichnet wurde. Flachslanden wurde Oberhaupt der Zunge (Pilier) und erhielt den alten Titel des Turkopolier, außerdem war er Statthalter und Koadjutor des Großpriors Karl August von Bretzenheim und bevollmächtigter Minister der Religion (d. h. Gesandter des Malteserordens) beim Münchner Hof. Auf Malta ließ er sich in seiner Eigenschaft als Zungenoberhaupt durch Lieutenant Guido von Trauffkirchen vertreten.
1787 wurde er Präsident der Provinzialversammlung des Elsass. Er sprach sich sowohl für die jüdische Emanzipation als auch die Rechte von König und Kirche aus. Als Abgeordneter des Wahlkreises 329 (Hagenau und Wissembourg) zu den Generalständen 1789 protestierte er erfolglos gegen die Säkularisation des Ordensbesitzes.
1799 wurde das Großpriorat Bayern durch Maximilian Joseph von Bayern aufgehoben, kurz danach nach der Intervention Pauls I. von Russland aber wiedererrichtet. Flachslanden war Vertreter Pauls I. bei den Verhandlungen zur Wiedergründung. Am 10. August 1799 wurde Flachslanden zum Großbailli von Neuburg ernannt. Als Turkopilier folgte ihm Konstantin Pawlowitsch Romanow nach, Flachslanden wurde Stellvertreter des neuen Großpriors von Bayern, des vierjährigen Karl von Bayern und damit faktischer Leiter des Großpriorats, außerdem Komtur von Kastl, zwei weiterer Kommenden des Großpriorats Russland und Ritter des Alexander-Newski-Ordens.
Maximilian Joseph hob am 8. September 1808 das Großpriorat mit seinen Besitzungen wieder auf. Flachslanden war nun nur noch ein geduldeter Staatspensionär auf dem früheren Ordensgelände.

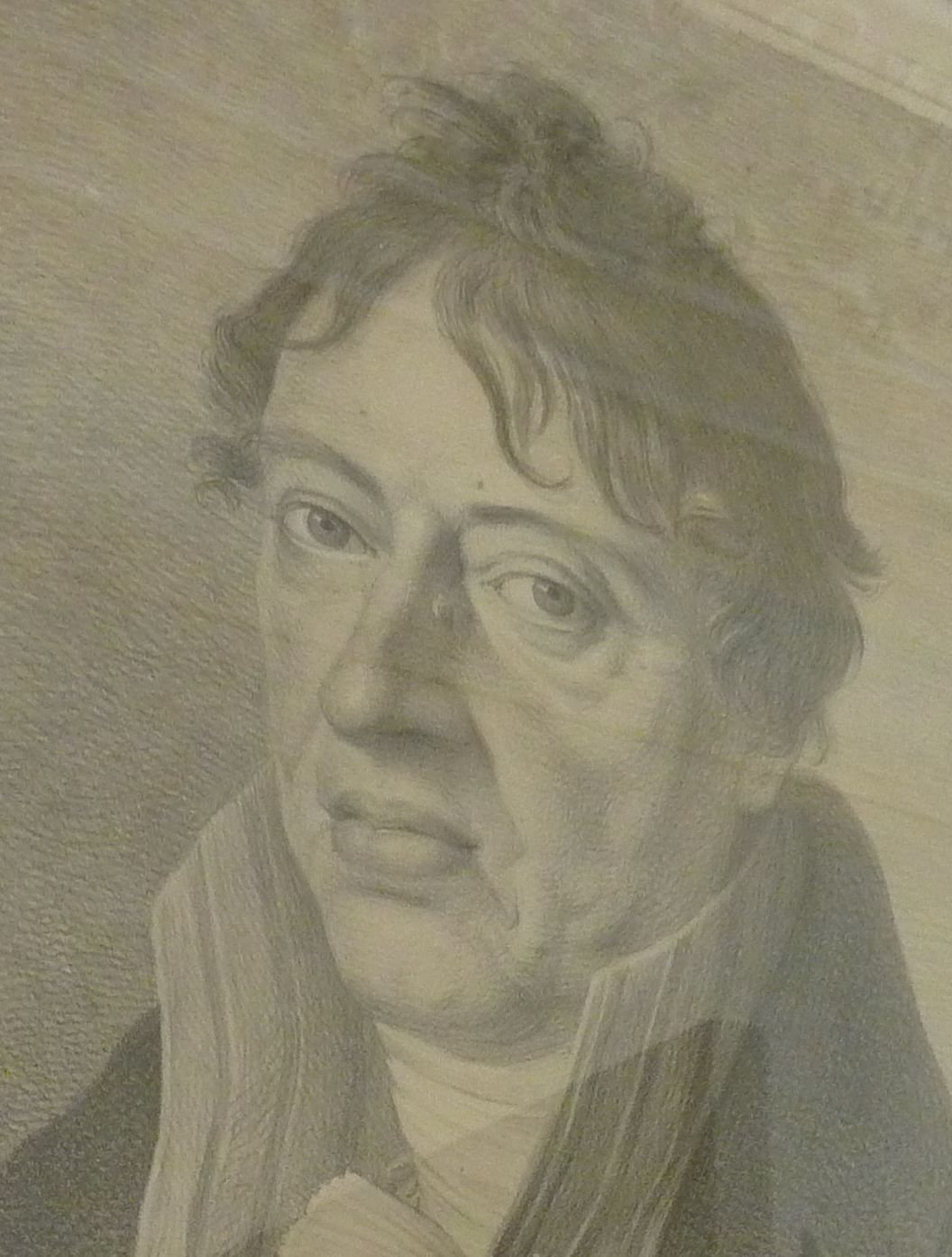
Johann Baptist von Flachslanden, Lithographie von Josef Hauber, 1820

Er kaufte das Hesselloher Schlösschen und baute es zu seinem Landsitz aus. Täglich fuhr er mit seinen Pferden von Neuburg nach Hessellohe. Am 20. März 1822 starb Freiherr von Flachslanden und wurde auf dem Friedhof von Ried beerdigt. Seine Grabplatte befindet sich heute im Hesselloher Schlösschen.